# 玉佛寺 (萬象)

玉佛寺，是老撾首都萬象的佛寺，建於1565年。
這座寺院是1565年瀾滄國王賽塔提拉由琅勃拉邦遷都萬象時興建，用來供奉從與清邁戰爭中得來的帕佛陀大摩尼寶玉佛。該廟被用作賽塔提拉個人禮拜的地方，正因為如此，在這個寺廟不像老撾其他寺廟一樣有常住僧人。玉佛供奉在寺廟200多年，但在1779年，萬象被拉瑪一世圍攻，寺院被破壞，玉佛被帶走供奉在曼谷至今。
該廟在1816年由國王昭阿努重建，在原供奉玉佛的地方供奉另一佛像，但該寺在1828年因昭阿努起兵反暹羅，和萬象一起被夷為平地。該寺在1936年-42年法國殖民時期第三次重建。在20世紀70年代，玉佛寺從一個禮拜的地方專為博物館，在1993年再轉回寺院。

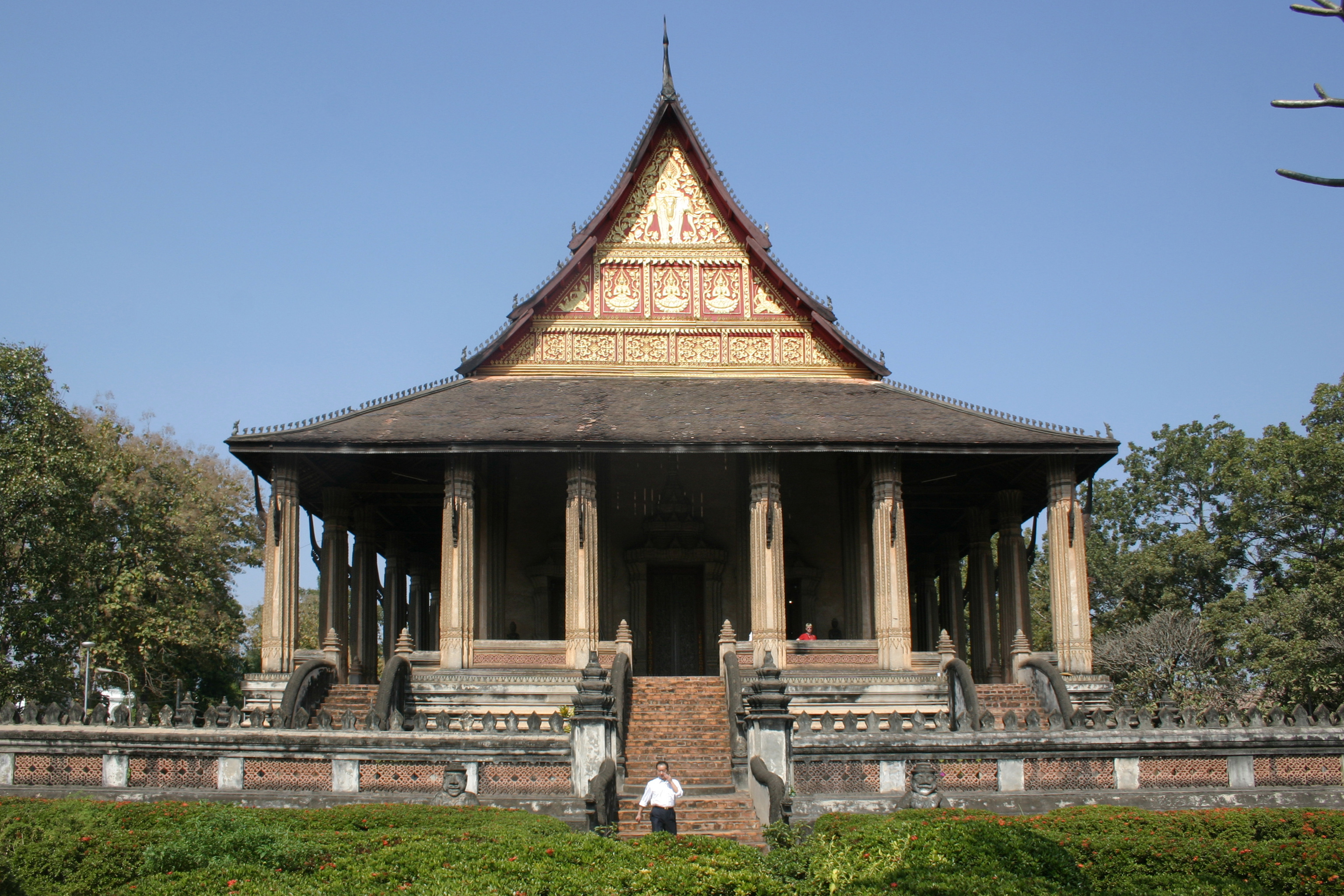
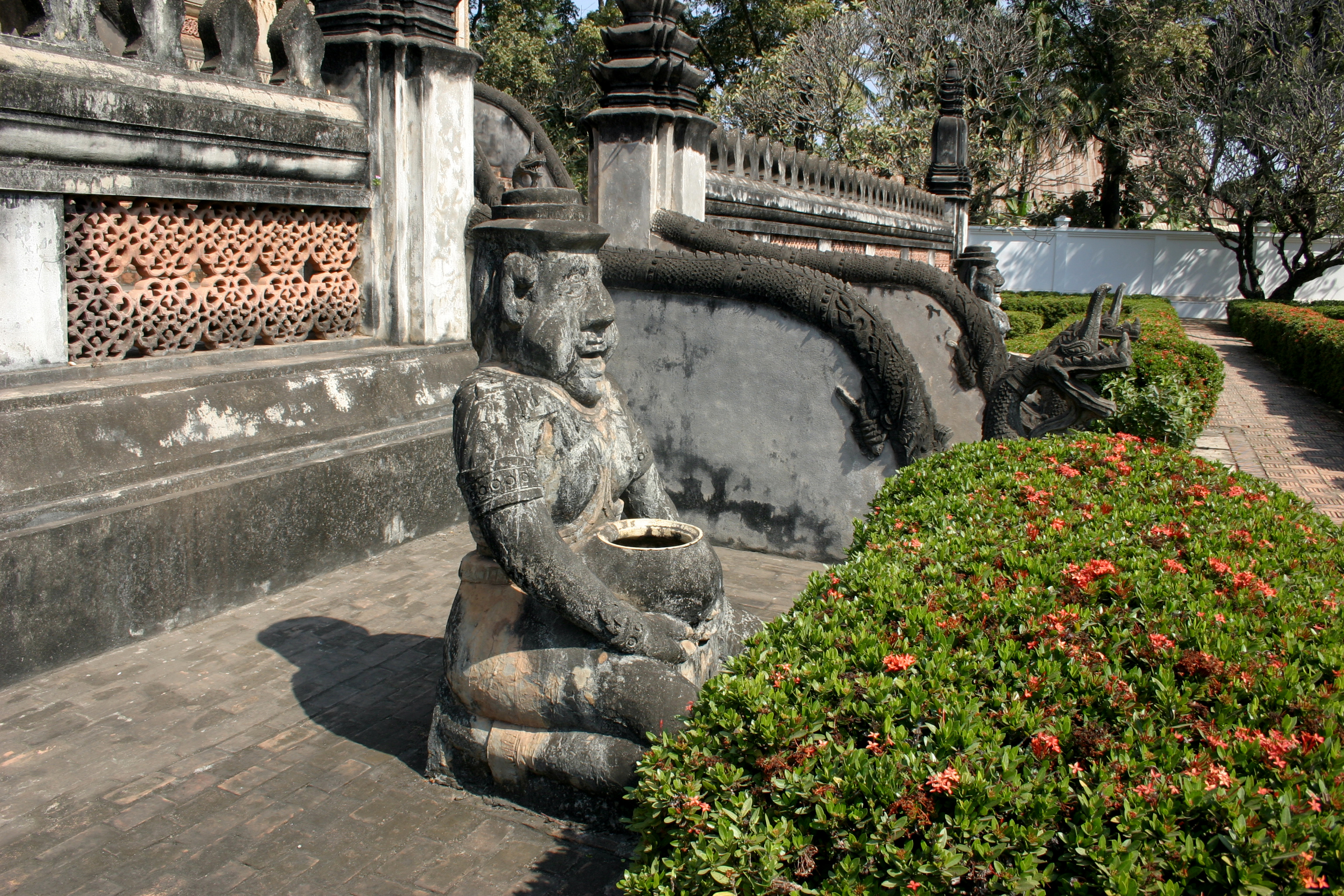
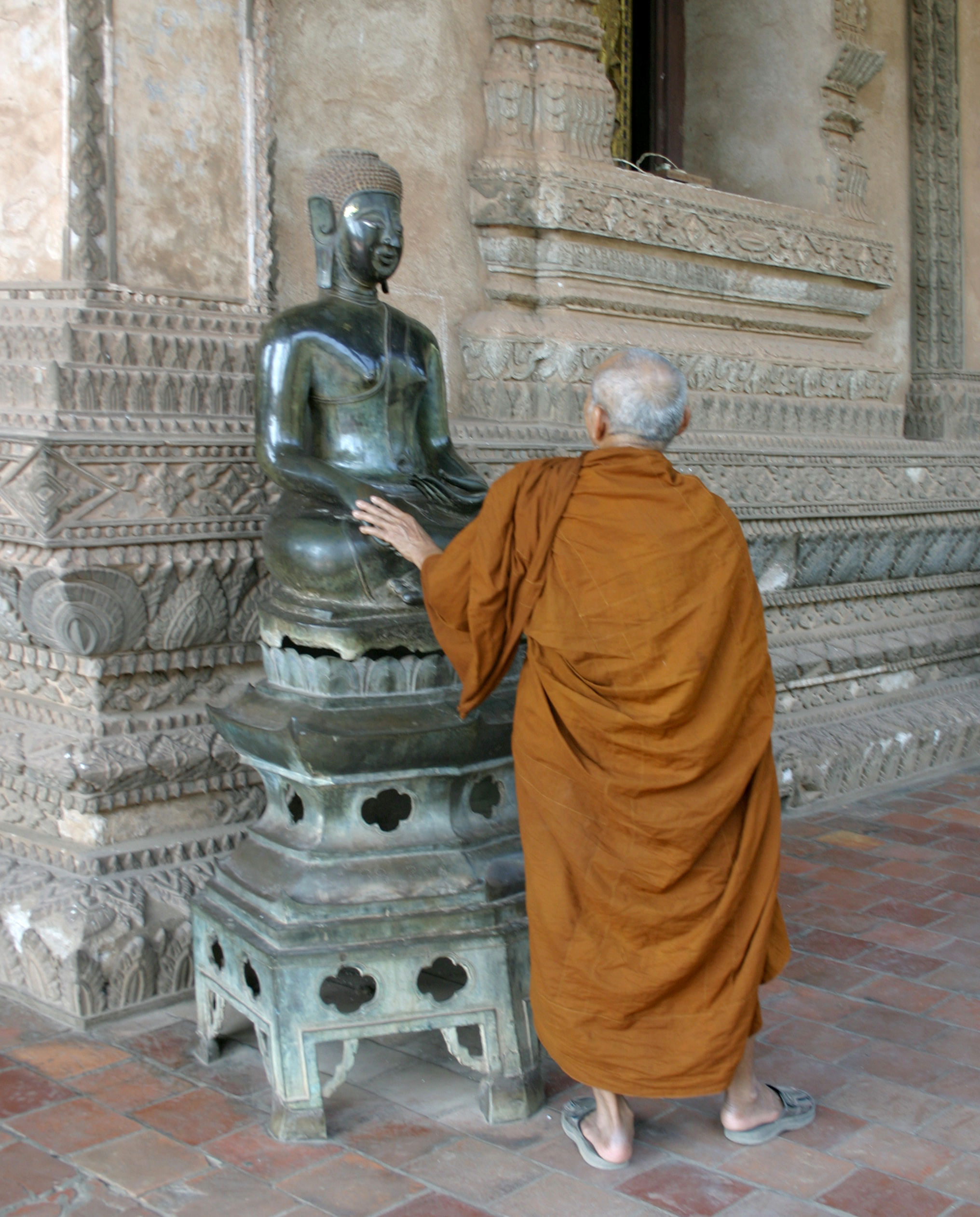
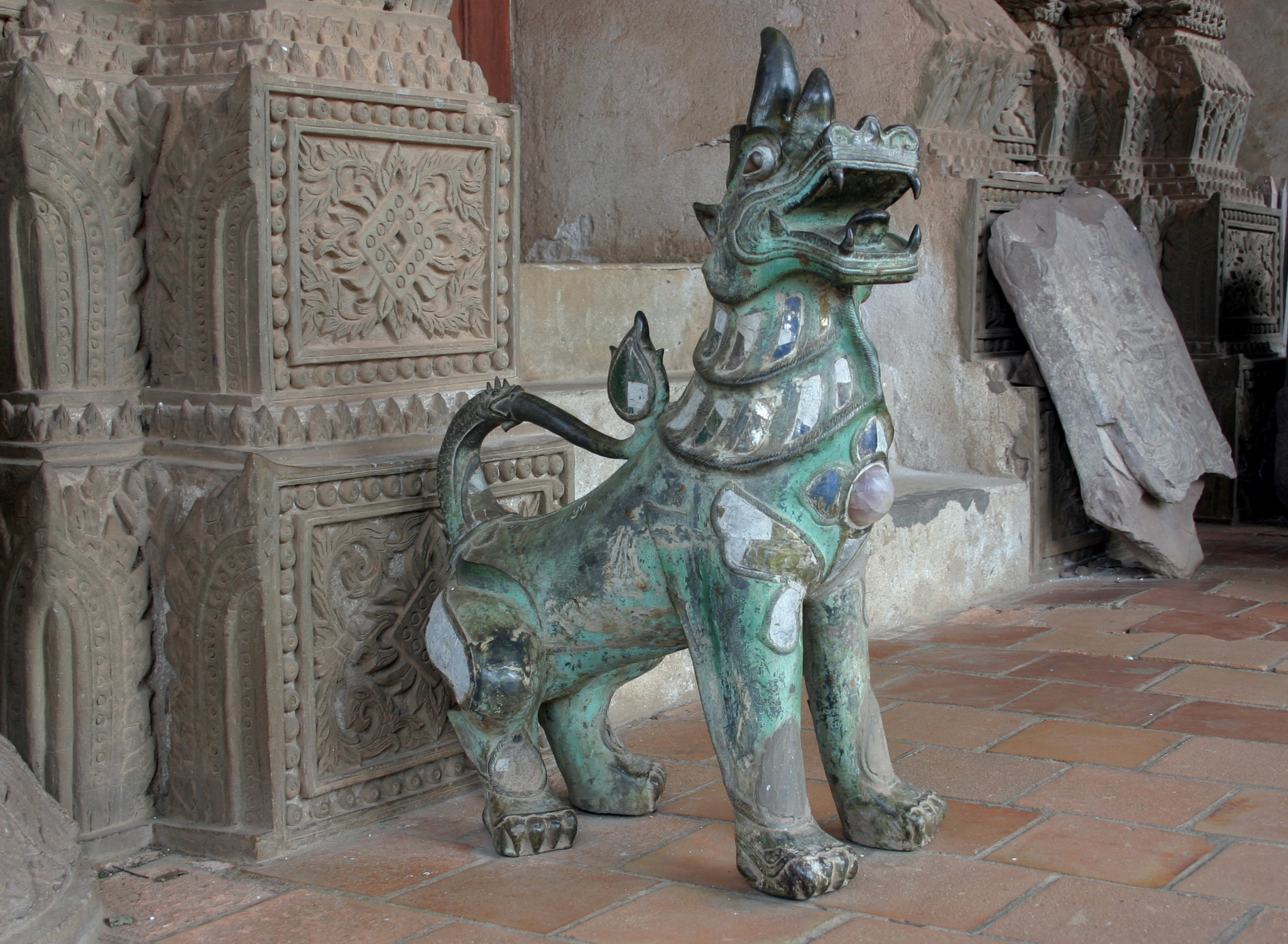
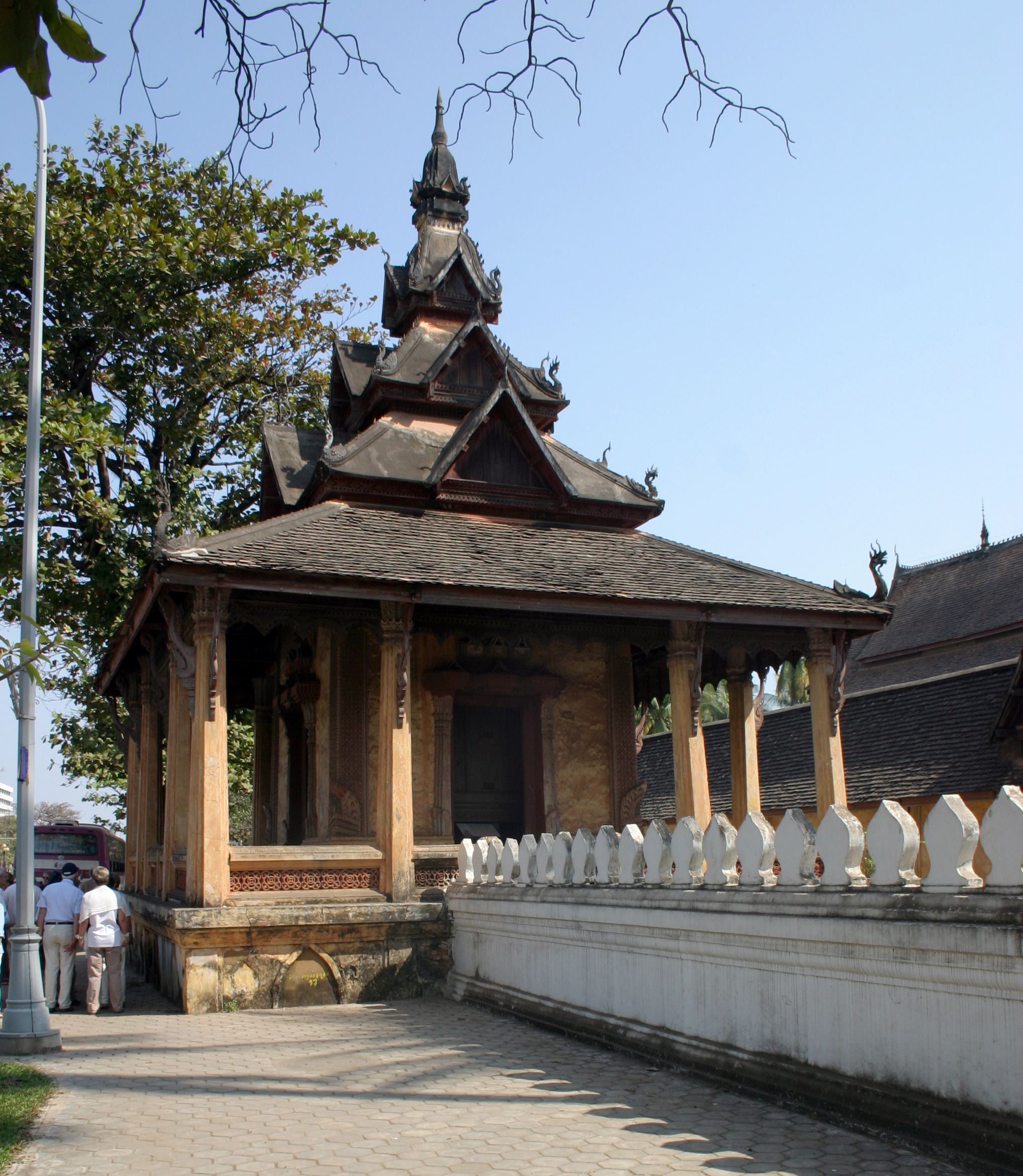